# Virusenvelop
De virusenvelop of virusomhulsel is een bij bepaalde virussen voorkomende uitwendige structuur, die bestaat uit lipiden (vetten) van een dubbelmembraan, gemaakt met materiaal uit gastheercellen en de daarin opgeslagen virale eiwitten. Het virusomhulsel omsluit ten minste een eiwitmantel (capside), waarin op zijn beurt de virale nucleïnezuren zijn verpakt. Afhankelijk van het soort virus ontstaat het virusomhulsel uit de celmembraan aan het celoppervlak of uit membranen van het endoplasmatisch reticulum (ER), bijvoorbeeld golgiapparaatjes in het inwendige van de cel.
De aanwezigheid van een virusenvelop is een belangrijk criterium bij de indeling van virussen, de zogenaamde virale taxonomie. Daarin worden virussen met virusenvelop van de virussen zonder virusenvelop (of 'naakte' virussen) onderscheiden. Terwijl virussen zonder virusenvelop een geïnfecteerde cel steeds alleen kan verlaten door de gastheercel te vernietigen, kunnen virussen met virusenvelop zonder een dergelijke lyse vrijkomen.  
De virusenvelop is van grote betekenis voor de opname van virussen in de cel, de stabiliteit tegen milieu-invloeden, en ontsmettingsmiddellen, alsook het groter vermogen om gemakkellijker veranderingen in het virusoppervlak aan te brengen. Deze variabiliteit door een virusenvelop is een evolutionair voordeel ten opzichte van  virussen zonder envelop. Een virusenvelop stelt virussen in staat om het immuunsysteem van een gastheer gemakkelijker te omzeilen of zich beter aan een nieuwe gastheer aan te passen. Deze eigenschappen van de virusenvelop kunnen het best geïllustreerd worden door verscheidene bij mensen nieuw opkomende virussen („emerging viruses“), die een reëel of potentieel gevaar vanwege een mogelijk pandemie vertegenwoordigen, die omhulde virussen, zoals het hiv, het SARS-coronavirus, het SARS-CoV-2-coronavirus, het influenza-virus, het ebolavirus en het westnijlvirus. Al deze virussen hebben een virusenvelop.
Zeep werkt goed tegen virussen met een virusenvelop (waaronder het COVID-19-virus) omdat ze inwerken op de lipide dubbellaag, die deel uitmaakt van het virusomhulsel. Zepen lossen de lipide dubbellaag op in water, waardoor het virus uiteenvalt en niet meer werkzaam is.